# Diedrichshagen (Rostock)
Das Seebad Diedrichshagen ist ein an der Ostsee gelegener Ortsteil der Hansestadt Rostock. Gemeinsam mit dem Ortsteil Warnemünde bildet es den Stadtbereich Warnemünde.

## Geografische Lage
Diedrichshagen liegt etwa 11 km nordwestlich des historischen Kerns der Stadt Rostock. Der Ort grenzt im Ostnordosten an den Rostocker Ortsteil Warnemünde, im Südosten an den Ortsteil Lichtenhagen und im Südwesten an den Ortsteil Elmenhorst der Gemeinde Elmenhorst/Lichtenhagen.
Unmittelbar nördlich des Ortes liegt das Landschaftsschutzgebiet Diedrichshäger Land. Daran schließt im Norden direkt das Naturschutzgebiet Stoltera an, eine teilweise über 20 m hohe Steilküste mit schmalem Küstenwald entlang der Ostsee. Insgesamt beträgt die Luftlinie zwischen dem Ortskern und der Ostsee einen Kilometer.
Östlich des Ortes liegt das Diedrichshäger Moor, das bis zu 2 m unterhalb des Meeresspiegels (NN) liegt. Weiterhin grenzt die Gemarkung im Osten an den Friedhof von Warnemünde sowie an den Wassergraben bis zum Laakkanal (Grenze zu Lichtenhagen), an welchen der Ortsteil im Süden grenzt.
Im Westen des Ortes wurden zum Schutz der Obstplantagen landschaftsprägende Birken- und Pappelreihen angepflanzt.

## Geschichte
Das Dorf Diedrichshagen wurde 1771 gegründet.
Am 8. März 1934 wurde das Dorf in die Hansestadt Rostock eingemeindet.
Im Jahr 1996 erhielten die Rostocker Ortsteile Warnemünde, Markgrafenheide, Hohe Düne und Diedrichshagen den Titel „Staatlich anerkanntes Seebad“.

## Wirtschaft
In Diedrichshagen spielt der Tourismus aufgrund der Nähe zur Ostsee eine wichtige Rolle. Es gibt zahlreiche Hotels und Ferienwohnungen im Ort. Die Stoltera ist als Naturschutzgebiet ausgewiesen und durch einen Küstenwanderweg sowie zwei Lehrpfade mit astronomischer und naturkundlicher Thematik für den Tourismus erschlossen. Auch der Ostseeküsten-Radweg verläuft durch die Stoltera.
Weiterhin gibt es Windkrafträder und einen Solarpark im Ort. Ansonsten ist der Ortsteil eher landwirtschaftlich geprägt mit Gemüse-, Getreide- und Obstanbau.
Zwischen Diedrichshagen und Elmenhorst liegt zudem die Golfanlage Warnemünde.

## Verkehr
Diedrichshagen ist über die L 12 im Nordosten an Rostock-Warnemünde und dort über die Rostocker Stadtautobahn B 103 in Richtung Rostocker Zentrum sowie zur A 20 angebunden. In südwestlicher Richtung verläuft die L 12 über Elmenhorst, Bad Doberan und Kühlungsborn nach Wismar.
Im Ortsteil befinden sich vier Bushaltestellen der Rostocker Straßenbahn AG (RSAG), über die man die Ortsteile Warnemünde und Lichtenhagen, die S-Bahn-Haltepunkte Warnemünde-Werft und Lichtenhagen mit guter Anbindung in die Rostocker Innenstadt erreicht. Eine dieser Haltestellen wird zudem von der Rebus Regionalbus Rostock bedient und bindet Diedrichshagen an die westlich gelegenen Orte wie Elmenhorst, Nienhagen oder Bad Doberan an.